# Flachau (Gemeinde Flachau)
Flachau ist ein Dorf im Ennspongau im Land Salzburg (amtlich auch Flachau Ort genannt), und Gemeindehauptort, Ortschaft und Katastralgemeinde der Gemeinde Flachau im Bezirk St. Johann (Pongau).

## Geographie

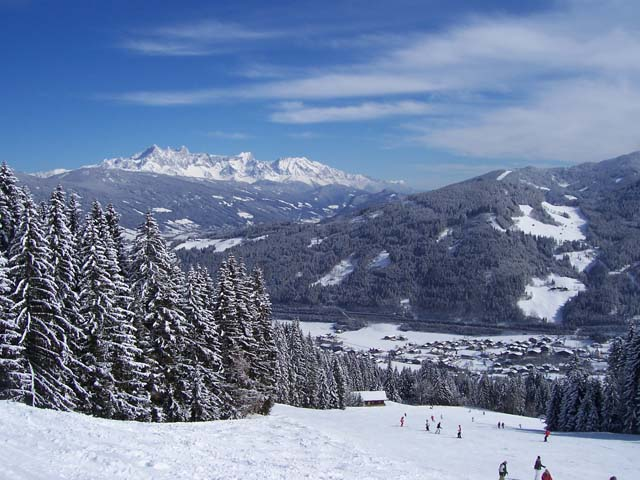
Vom Schigebiet auf den Ort Flachau und talauswärts über Feuersang und Radstädter Becken, hinten das Dachsteinmassiv und der Roßbrand

Der Ort befindet sich 15 Kilometer östlich von St. Johann, 6½ km südwestlich von Radstadt.
Er liegt im vorderen Flachauer Tal der Radstädter Tauern auf um die 930 m ü. A. Höhe. Durch den Ort fließt die Enns, die hier noch ein kleiner Bergbach ist. Östlich passiert die Tauernautobahn (A 10).
Die Ortschaft Flachau umfasst über 220 Gebäude mit etwa 840 Einwohnern, knapp 1⁄3 der Gemeindebevölkerung, der überwiegende Teil, an die 600 Einwohner, im Ort selbst.
Zum Ortschaftsgebiet gehören auch die zerstreuten Häuser Flachauwinkl (mit etwa 170 Einwohnern), und das gesamte Gemeindegebiet taleinwärts.
Die Katastralgemeinde mit knapp 900 Hektar entspricht bis auf kleine Abweichungen um den Ort dem Ortschaftsgebiet.
Mit den Nachbarorten Hundsdörfl talauswärts und Hof um die Talstation ist Flachau heute weitgehend verwachsen.
Nachbarorte, ortschaften und -katastralgemeinden:
|                                                                           | Feuersang (O u. KG) Hundsdörfl                                   | Am Feuersang                                                           |
| Hof Hofmarkt (O u. KG, Gem. Wagrain)                                      | Kompassrose, die auf Nachbargemeinden zeigt                      | Palfen (O u. KG, Gem. Altenmarkt i.P.)                                 |
| Grießenkar ∗ Mitterkleinarl Hinterkleinarl (beide O u. KG, Gem. Kleinarl) | Flachauwinkl Wald (O u. KG, Gem. Zederhaus, Bez. Tamsweg/Lungau) | Untertauern (O, KG u. Gem.) Tweng (O, KG u. Gem., Bez. Tamsweg/Lungau) |

∗ das Schigebiet

## Geschichte
Flachau gehörte von alters her zur Hofmark Wagrain, zum Pfleggericht Radstadt und zur Pfarre Altenmarkt. Ursprünglich war die Flachau bäuerlich streubesiedelt, und die heutigen Ortschaften Flachau und Feuersang waren als Zeche Flachau für die Versorgung der Eisenhütte Flachau zuständig – im 15. Jahrhundert sind hier 56 Hofschaften überliefert, davon wohl etwa ein Dutzend im Bereich des heutigen Orts, und ungefähr ebenso viele im Flachauwinkl. Hier befand sich auch der Sitz des fürsterzbischöflichen Verwesers betreff Flachauer Bergwerksangelegenheiten des Pfleggerichts Radstadt (das ehemalige Verweserhaus). 1719 wurde auf langes Bitten der Zeche hin die Flachauer Kirche unter Erzbischof Franz Anton Graf von Harrach erbaut und 1722 ein Vikariat der Pfarre Altenmarkt eingerichtet – vorher mussten die Flachauer bis nach Altenmarkt in die Messe gehen.
Dabei blieb die Feuersang zur „Schonung Altenmarkts“ direkt unterstellt, wodurch sich die Eigenständigkeit des Orts Flachau ausbildete, der sich in Folge als typisches Kirchendorf entwickelt hat. Ursprünglich bildete er sich nur aus der Ortschaft Hinterroth mit einigen Gehöften, und den beiden Kaswurmlehen (Vorderes, Hinteres) von Lützlmoos (der heutigen Ortschaft Feuersang).
1731 musste der Ort große Bevölkerungseinbußen hinnehmen, als der unter den Bergleuten verbreitete Protestantismus verboten, und die Anhänger aus den Erzbistum ausgesiedelt wurden (Salzburger Exulanten). Es dürfte 1⁄3 der Bevölkerung abgewandert sein.
1858 wurde Flachau zu Pfarre erhoben.1866 wurden die k.k. Berg- und Hüttenbetriebe Flachau liquidiert, was zu neuerlicher Abwanderung führte. In den 1880er Jahren versuchte man, sich mit Eisenschlackebädern als Kurort zu etablieren.
Nach 1950 entwickelte sich langsam der Sommertourismus (heute in Rahmen Salzburger Sportwelt), Ende der 60er Jahre der Wintertourismus, als die Bergbahnen Flachau errichtet wurden (heute snow space Flachau der Ski amadé). In den 1970ern machte der Bau der Tauernautobahn (Eröffnung des Tauerntunnels 1975) den Ort leicht erreichbar. In den 1980ern entstand mit den Nachbarorten die Dreitäler-Schischaukel Flachau–Wagrain–Sankt Johann, einer der ersten Schiverbünde Österreichs, heute ist die Ski amadé eines der umfangreichsten Schigebiete der Alpen. Seit etlichen Jahren wird hier der Damen Nachtslalom im Skiweltcup ausgetragen, 2007 konnten die Alpinen Ski-Juniorenweltmeisterschaften ausgerichtet werden.
2006–2010 wurde der Tauerntunnel mit einer zweiten Röhre ausgebaut, was die sommerliche Urlaubsstausaison, deren Kolonnen teilweise bis zum Ort zurückstauten, weitgehend beendete.
|      |                   | Ebst. Sbg. (Hl. röm. Reich) | Ebst. Sbg. (Hl. röm. Reich) | Ebst. Sbg. (Hl. röm. Reich) | Ebst. Sbg. (Hl. röm. Reich) | Ebst. Sbg. (Hl. röm. Reich) | Ebst. Sbg. (Hl. röm. Reich) | Salzachkr. (Kgr. Bay. / Österr. o.d.E.) | Salzachkr. (Kgr. Bay. / Österr. o.d.E.) | Salzachkr. (Kgr. Bay. / Österr. o.d.E.) | Salzachkr. (Kgr. Bay. / Österr. o.d.E.) | Salzachkr. (Kgr. Bay. / Österr. o.d.E.) | Salzachkr. (Kgr. Bay. / Österr. o.d.E.) | Krld. Sbg. (Kthm. Österr. / Österr.- Ugrn.) | Krld. Sbg. (Kthm. Österr. / Österr.- Ugrn.) | Bld. Salzburg (Rep. Österr.) | Bld. Salzburg (Rep. Österr.) | Bld. Salzburg (Rep. Österr.) | Bld. Salzburg (Rep. Österr.) | Bld. Salzburg (Rep. Österr.) | Bld. Salzburg (Rep. Österr.) |
|      |                   | 1496                        | 1604                        | 1730                        | 1734                        | 1785                        | 1796                        | 1805                                    | 1811                                    | 1817                                    | 1829                                    | 1834                                    | 1846                                    | 1851                                        | /1869                                       | 1951                         | 1961                         | 1971                         | /1981                        | 1991                         | 2001                         |
| EW   | Zeche Flachau (Z) | −                           | −                           | 868                         | 584                         | −                           | −                           | −                                       | 732                                     | 711                                     | 684                                     | −                                       | 700                                     | −                                           | 615                                         | −                            | −                            | −                            | −                            | −                            | −                            |
| EW   | Flachau (O)       | −                           | −                           | 421                         | ∗300                        | 351                         | 344                         | 389                                     | 337                                     | / 388                                   | 360                                     | 358                                     | 401                                     | 325                                         | / 297                                       | 405                          | 392                          | 417                          | / 520                        | 609                          | 753                          |
| EW   | Flachau (OB) (F)  | −                           | −                           | −                           | −                           | −                           | −                           | −                                       | 150                                     | / 229                                   | −                                       | −                                       | −                                       | −                                           | −                                           | 267                          | 258                          | 273                          | / 379                        | 445                          | −                            |
| Geb. | Zeche Flachau (Z) | 56                          | 53                          | 81                          | −                           | −                           | −                           | −                                       | 79                                      | /0 91                                   | 89                                      | −                                       | 90                                      | −                                           | 169                                         | −                            | −                            | −                            | −                            | −                            | −                            |
| Geb. | Flachau (O)       | −                           | −                           | 27                          | −                           | −                           | −                           | −                                       | 28                                      | / 044                                   | 43                                      | 44                                      | 44                                      | 54                                          | / 108                                       | 122                          | 133                          | 153                          | / 135                        | 185                          | 214                          |
| Geb. | Flachau (OB) (F)  | ∗12                         | ∗12                         | ∗12                         | ∗12                         | ∗12                         | ∗12                         | −                                       | −                                       | 20                                      | −                                       | −                                       | −                                       | −                                           | −                                           | 99                           | 106                          | 125                          | / 090                        | 122                          | −                            |

(Z) Flachau und Feuersang
(F) Flachau als Ortschaftsbestandteil ohne Flachauwinkl
∗ unscharfe Angabe
/ wohl Zeitreihenbrüche: 1811/17 Zunahme der Bevölkerung/Gebäude, Umgliederung von Flachauwinkl und Feuersang (?); 1851/69 Zunahme der Gebäude bei Abnahme der Einwohner, Umpfarrungen mit Altenmarkt (?); 1981: Abnahme des Gebäudestands, Umgliederungen mit Feuersang (?)

## Infrastruktur und Sehenswürdigkeiten
- Anschlussstelle Flachau (Exit 66) der A10 Tauernautobahn 2 km nördlich
- Kindergarten und Volksschule
- Pfarrkirche Unbefleckte Empfängnis Mariae und denkmalgeschützter Pfarrhof[11]
- Ehemaliges Verweserhaus: Sitz des Bergwerksverwesers, ehemalige Dorfschule, heute Trauungsaal[12]
- Schigebiet snow space Flachau, 6-Sesselbahn starjet direkt vom Ort (Hermann Maier Weltcupstrecke)[13]
- Reiseführer von Flachau, Flachauwinkl und Reitdorf[14]

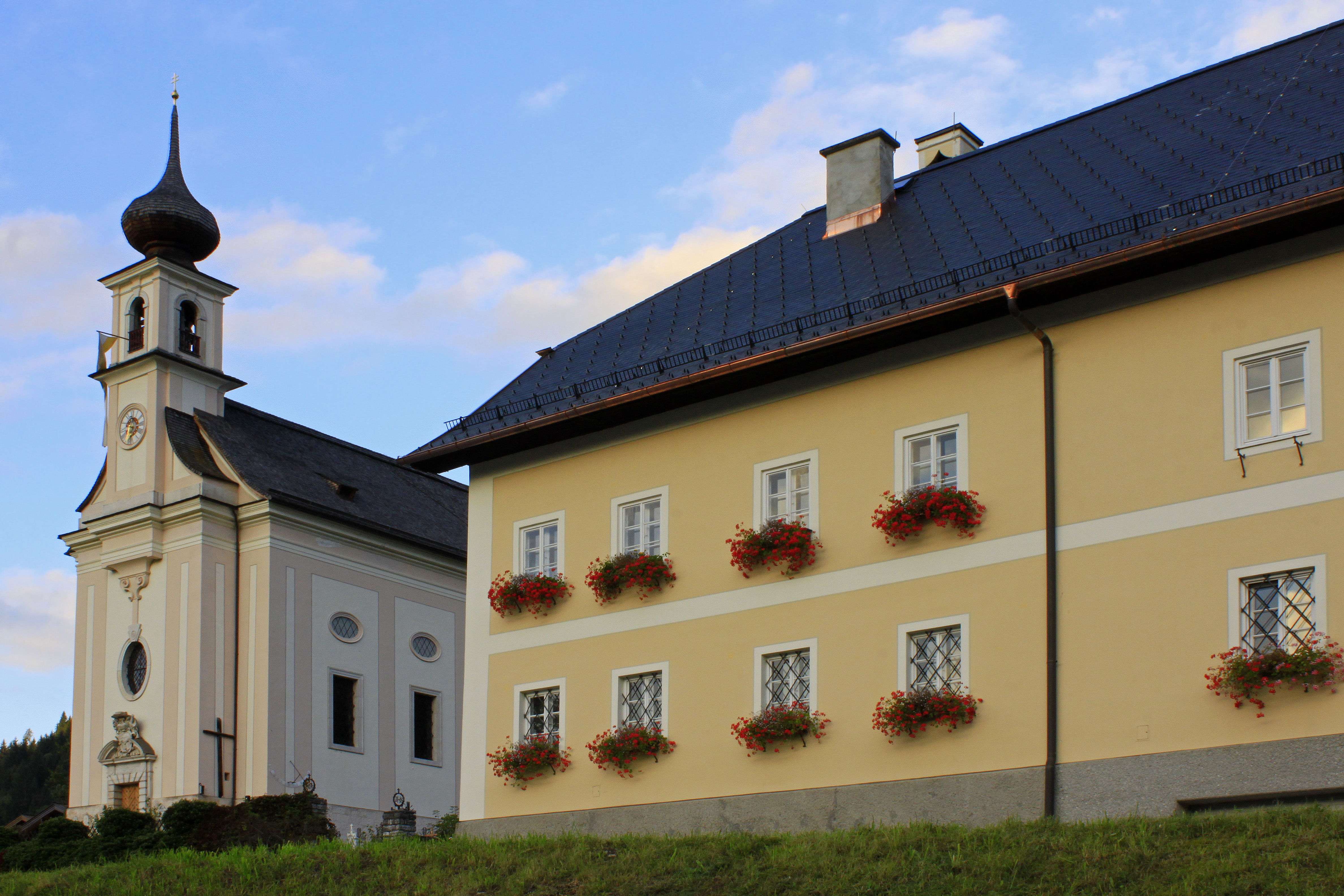
Pfarrkirche und Pfarrhof
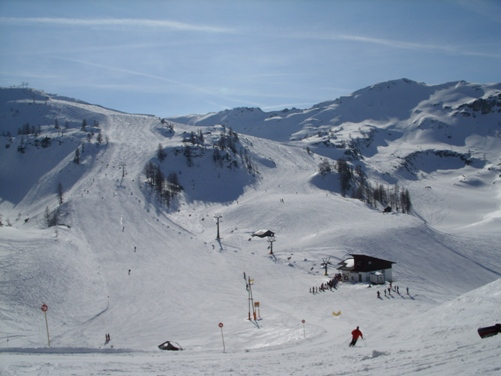
Schipiste in Flachau